# 嶋谷征四郎
嶋谷 征四郎（しまたに せいしろう、1938年11月6日 - 2001年10月24日）は、京都府京都市出身のサッカー選手、サッカー指導者。サッカー日本代表として国際Aマッチ1試合に出場した。

## 経歴
京都の友禅の染色職人の家に生まれ、1957年に京都府立山城高等学校を卒業して関西大学へ入学。在学中はサッカー部に所属し、フルバック（今のセンターバック）の名手として活躍し、1959年に日本代表に選出された。大学卒業後の1961年より古河電気工業に入社。当時の同僚としては川淵三郎や宮本征勝などがおり、長く親交があった。これらの親交が後に京都紫光クラブが京都パープルサンガ（現：京都サンガF.C.）へと進化していく中でも生かされていたことは嶋谷を知る人の中では有名な話である。
その後京都へ戻り、家業の染色工場を引き継ぐ形でスポーツ用品店に衣替えし経営者に転身。京都紫光クラブの監督をはじめとしてクラブのマネジメントも引き受けるなど京都のサッカー界発展に寄与してきた。1994年にはプロ化後初の京都パープルサンガの監督に就任。ジャパンフットボールリーグで開幕9連勝を果たすも、天王山と言われた柏レイソル戦とセレッソ大阪戦に連敗してからチームは低迷。9月21日に「体調不良による休養」がサンガよりリリースされ、事実上の解任となった。
翌年からは京都パープルサンガの取締役普及部長として与那城ジョージなどと地域への普及活動に専念。また、ファンとも積極的に接することなどから「シマさん」の愛称で多くのサンガファンに親しまれていた。
2001年10月26日、京都市北区で肝硬変により死去した。死去の知らせが報じられた後、自宅で執り行われた通夜・告別式共に多くのファンが弔問に訪れた。

## 選手歴
- 1954年 - 1957年 京都府立山城高等学校
- 1957年 - 1961年 関西大学
- 1961年 - 1965年 古河電気工業サッカー部
- 京都紫光サッカークラブ

## 個人成績
日本サッカーリーグ成績
| 国内大会個人成績 | 国内大会個人成績 | 国内大会個人成績 | 国内大会個人成績 | 国内大会個人成績 | 国内大会個人成績 | 国内大会個人成績  | 国内大会個人成績  | 国内大会個人成績 | 国内大会個人成績 | 国内大会個人成績 | 国内大会個人成績 |
| 年度             | クラブ           | 背番号           | リーグ           | リーグ戦         | リーグ戦         | リーグ杯          | リーグ杯          | オープン杯       | オープン杯       | 期間通算         | 期間通算         |
| 年度             | クラブ           | 背番号           | リーグ           | 出場             | 得点             | 出場              | 得点              | 出場             | 得点             | 出場             | 得点             |
| 日本             | 日本             | 日本             | 日本             | リーグ戦         | リーグ戦         | -                 | -                 | 天皇杯           | 天皇杯           | 期間通算         | 期間通算         |
| ---------------- | ---------------- | ---------------- | ---------------- | ---------------- | ---------------- | ----------------- | ----------------- | ---------------- | ---------------- | ---------------- | ---------------- |
| 1965             | 古河             |                  | JSL              | 8                | 2                | -                 | -                 |                  |                  |                  |                  |
| 通算             | 日本             | 日本             | JSL              | 8                | 2                | -\|\|\|\|\|\|\|\| | -\|\|\|\|\|\|\|\| |                  |                  |                  |                  |
| 総通算           | 総通算           | 総通算           | 総通算           | 8                | 2                | -\|\|\|\|\|\|\|\| | -\|\|\|\|\|\|\|\| |                  |                  |                  |                  |

## 代表歴

### 試合数
- 国際Aマッチ 1試合 0得点(1959)

| 日本代表 | 国際Aマッチ | 国際Aマッチ | その他 | その他 | 期間通算 | 期間通算 |
| 年       | 出場        | 得点        | 出場   | 得点   | 出場     | 得点     |
| -------- | ----------- | ----------- | ------ | ------ | -------- | -------- |
| 1959     | 1           | 0           | 4      | 0      | 5        | 0        |
| 1960     | 0           | 0           | 1      | 0      | 1        | 0        |
| 1961     | 0           | 0           | 1      | 0      | 1        | 0        |
| 通算     | 1           | 0           | 6      | 0      | 7        | 0        |

### 出場
| No. | 開催日         | 開催都市     | スタジアム | 対戦相手     | 結果 | 監督     | 大会         |
| --- | -------------- | ------------ | ---------- | ------------ | ---- | -------- | ------------ |
| 1.  | 1959年01月11日 | シンガポール |            | シンガポール | ●2-3 | 竹腰重丸 | 国際親善試合 |

## 指導者歴
- 京都紫光クラブ（監督：1972-1974年、1977-1979年）
- 京都パープルサンガ（監督：1994年）

## 監督成績
| 年度 | 所属   | クラブ   | リーグ戦 | リーグ戦 | リーグ戦 | リーグ戦 | リーグ戦    | リーグ戦 | カップ戦 | カップ戦 |
| 年度 | 所属   | クラブ   | 順位     | 試合     | 勝点     | 勝利     | 引分        | 敗戦     | JSL杯    | 天皇杯   |
| ---- | ------ | -------- | -------- | -------- | -------- | -------- | ----------- | -------- | -------- | -------- |
| 1972 | JSL2部 | 京都紫光 | 5位      | 18       | 17       | 7        | 3           | 8        | -        | 予選敗退 |
| 1973 | JSL2部 | 京都紫光 | 7位      | 18       | 14       | 5        | 4           | 9        | -        | 1回戦    |
| 1974 | JSL2部 | 京都紫光 | 3位      | 18       | 22       | 9        | 4           | 5        | -        | 予選敗退 |
| 1977 | JSL2部 | 京都紫光 | 6位      | 18       | 31       | 5        | 4PK勝 3PK敗 | 6        | 予選敗退 | 予選敗退 |
| 1978 | JSL2部 | 京都紫光 | 10位     | 18       | 8        | 1        | 1PK勝 2PK敗 | 14       | 予選敗退 | 予選敗退 |
| 1979 | 関西   | 京都紫光 | 5位      |          |          |          |             |          | -        | 予選敗退 |
| 1994 | 旧JFL  | 京都     | -        | 23       | -        | 16       | -           | 7        | -        | -        |